# A Star Is Born (2018)
A Star Is Born is een Amerikaanse muzikale romantische film uit 2018, geregisseerd door Bradley Cooper en de derde remake van de gelijknamige film uit 1937. Cooper schreef het scenario samen met Will Fetters en Eric Roth, was producent en speelt samen met Lady Gaga de hoofdrollen.

## Verhaal
Jackson "Jack" Maine, een beroemde country-rockzanger die vecht tegen een alcohol- en drugsverslaving, speelt een optreden. Zijn belangrijkste steun is Bobby, zijn manager en oudere halfbroer. Na de show gaat Jack uit voor een drankje en bezoekt hij een dragbar waar hij getuige is van een eerbetoon aan Édith Piaf door Ally, die werkt als serveerster en singer-songwriter. Jack is verbaasd over haar optreden, en ze brengen de nacht door door met elkaar te praten, waar Ally haar mislukte pogingen om een professionele muziekcarrière na te streven, bespreekt. Ally deelt met Jack enkele teksten waar ze aan heeft gewerkt, en hij vertelt haar dat ze een getalenteerde songwriter is en haar eigen materiaal zou moeten spelen.
Jack nodigt Ally uit voor zijn volgende show. Ondanks haar aanvankelijke weigering, gaat ze naar het podium en zingt ze met Jacks aanmoediging Shallow op het podium. Jack nodigt Ally uit om met hem op tournee te gaan, en ze krijgen een relatie. In Arizona bezoeken Ally en Jack de ranch waar Jack opgroeide en waar zijn vader begraven ligt, maar ze ontdekken dat Bobby het domein heeft verkocht en dat het werd omgebouwd tot een windmolenpark. Boos over zijn verraad, slaat Jack Bobby neer, die vervolgens opstapt als zijn manager. Voordat hij het domein verkocht, onthult Bobby dat hij Jack wel heeft geïnformeerd over de verkoop, maar Jack was te dronken om het op te merken.
Tijdens een tour ontmoet Ally Rez Gavron, een platenproducent die haar een contract aanbiedt. Hoewel Jack het hier zichtbaar lastig mee heeft, steunt hij haar beslissing. Rez stuurt Ally van country richting pop. Jack mist een van Ally's optredens nadat hij in het openbaar dronken flauwvalt. Hij wordt opgevangen in het huis van zijn beste vriend George "Noodles" Stone, en maakt het later weer goed met Ally. Daar vraagt hij Ally ten huwelijk met een geïmproviseerde ring gemaakt van een gitaarsnaar, en ze trouwen diezelfde dag in een kerk die wordt geleid door een familielid van Noodles.
Tijdens het optreden van Ally op Saturday Night Live verzoent Bobby zich met Jack. Later hebben Ally en een dronken Jack ruzie over het groeiende artistieke succes van Ally. Jack bekritiseert het nieuwe imago en de nieuwe muziek van Ally. Haar succes lijkt zijn eigen recente daling in populariteit te overtreffen. Ter vergelijking: Ally wordt genomineerd voor drie Grammy Awards. Bij de Grammy's treedt een zichtbaar bedwelmde Jack op tijdens een eerbetoon aan Roy Orbison en later op de avond wint Ally de prijs voor beste nieuwe artiest. Wanneer ze het podium op gaat om haar onderscheiding in ontvangst te nemen, strompelt een nog steeds dronken Jack naar haar toe, waar hij zichzelf publiekelijk onderpist en flauwvalt. Ally's vader, Lorenzo, hekelt een halfbewuste Jack, terwijl Ally Jack probeert te helpen nuchter te worden. Jack sluit zich kort daarna aan bij een revalidatieprogramma. Terwijl hij ongeveer twee maanden herstelt in een afkickkliniek, vertelt Jack aan zijn raadgever Carl dat hij zelfmoord probeerde te plegen door zich op dertienjarige leeftijd op te hangen. Hij vermeldt ook dat hij gehoorproblemen heeft als gevolg van tinnitus, die erger is geworden.
In tranen verontschuldigt Jack zich bij Ally voor zijn gedrag. Terwijl hij naar huis terugkeert, geeft Jack aan Bobby toe dat hij hem verafgoodde en niet hun vader. Ally vraagt Rez om Jack mee te nemen tijdens haar Europese tour. Rez weigert, waardoor Ally de rest van de tour annuleert zodat ze voor Jack kan zorgen. Later arriveert Rez bij hun huis om Ally op te wachten. Terwijl hij wacht, confronteert Rez Jack en beschuldigt hem ervan dat hij de carrière van Ally bijna heeft verpest en beweert dat Jack zeker weer zal hervallen en Ally's carrière in de weg zal staan. Die avond liegt Ally tegen Jack en vertelt hem dat haar platenlabel haar tour heeft geannuleerd, zodat ze zich kan concentreren op haar tweede album. Jack belooft dat hij die avond naar haar concert zal komen, maar nadat Ally vertrekt hangt hij zichzelf op in hun garage. Ally, verdrietig en ontroostbaar na Jack's zelfmoord, krijgt bezoek van Bobby, die haar vertelt dat de zelfmoord Jack's eigen schuld was en niet de hare. De slotscènes onthullen een flashback van Jack die werkt aan een lied over zijn liefde voor Ally, dat hij nooit heeft afgemaakt. Ally zingt dit nummer als eerbetoon aan Jack en stelt zichzelf voor het eerst voor als Ally Maine. De film eindigt met een close-up van Ally die naar de hemel kijkt.

## Rolverdeling
| Acteur           | Personage              |
| ---------------- | ---------------------- |
| Bradley Cooper   | Jackson Maine          |
| Lady Gaga        | Ally Campano           |
| Sam Elliott      | Bobby Maine            |
| Rafi Gavron      | Rez Gavron             |
| Andrew Dice Clay | Lorenzo Campano        |
| Anthony Ramos    | Ramon                  |
| Dave Chappelle   | George "Noodles" Stone |
| Drena De Niro    | Paulette Stone         |
| Greg Grunberg    | Phil                   |
| Rebecca Field    | Gail                   |
| Michael Harney   | Wolfe                  |
| Willam Belli     | Emerald                |
| Ron Rifkin       | Carl                   |
| Marlon Williams  | zichzelf               |
| Brandi Carlile   | zichzelf               |
| Alec Baldwin     | zichzelf               |
| Halsey           | zichzelf               |
| Don Roy King     | zichzelf               |

## Productie
In januari 2011 werd aangekondigd dat Clint Eastwood in gesprek was met Beyoncé voor een derde remake van de film A Star Is Born uit 1937, maar de start van het project werd uitgesteld door de zwangerschap van Beyoncé. Voor het mannelijke hoofdpersonage werden in de loop van het jaar een aantal namen genoemd zoals Leonardo DiCaprio, Will Smith, Christian Bale, Tom Cruise en Johnny Depp. In oktober 2012 stapte Beyoncé uit het project en werd er gesproken over Esperanza Spalding en Bradley Cooper als mogelijke hoofdrolspelers. In maart 2015 kondigde Warner Bros. aan dat Bradley Cooper zijn regiedebuut zou maken en in augustus 2016 werd Lady Gaga vastgelegd als tegenspeelster van Cooper.
De filmopnamen gingen op 17 april 2017 van start en de eerste trailer werd vertoond op 6 juni 2018.

### Release en ontvangst
A Star is Born ging op 31 augustus 2018 in première op het Filmfestival van Venetië. De film kreeg overwegend positieve kritieken van de filmcritici met een score van 90% op Rotten Tomatoes, gebaseerd op 429 beoordelingen.

## Prijzen en nominaties
| Jaar | Prijs                    | Categorie                  | Genomineerde(n)                         | Uitslag     |
| ---- | ------------------------ | -------------------------- | --------------------------------------- | ----------- |
| 2018 | Filmfestival van Venetië | Collateral Award           | Bradley Cooper                          | Gewonnen    |
| 2018 | National Board of Review | Top 10 films               | Top 10 films                            | Gewonnen    |
| 2018 | National Board of Review | Beste regisseur            | Bradley Cooper                          | Gewonnen    |
| 2018 | National Board of Review | Beste actrice              | Lady Gaga                               | Gewonnen    |
| 2018 | National Board of Review | Beste acteur in een bijrol | Sam Elliott                             | Gewonnen    |
| 2019 | Golden Globe             | Beste film (drama)         | Beste film (drama)                      | Genomineerd |
| 2019 | Golden Globe             | Beste regie                | Bradley Cooper                          | Genomineerd |
| 2019 | Golden Globe             | Beste acteur (drama)       | Bradley Cooper                          | Genomineerd |
| 2019 | Golden Globe             | Beste actrice (drama)      | Lady Gaga                               | Genomineerd |
| 2019 | Golden Globe             | Beste originele nummer     | "Shallow"                               | Gewonnen    |
| 2019 | Critics' Choice Awards   | Beste film                 | Beste film                              | Genomineerd |
| 2019 | Critics' Choice Awards   | Beste regie                | Bradley Cooper                          | Genomineerd |
| 2019 | Critics' Choice Awards   | Beste acteur               | Bradley Cooper                          | Genomineerd |
| 2019 | Critics' Choice Awards   | Beste actrice              | Lady Gaga                               | Gewonnen    |
| 2019 | Critics' Choice Awards   | Beste acteur in een bijrol | Sam Elliott                             | Genomineerd |
| 2019 | Critics' Choice Awards   | Beste bewerkte scenario    | Bradley Cooper, Will Fetters, Eric Roth | Genomineerd |
| 2019 | Critics' Choice Awards   | Beste camerawerk           | Matthew Libatique                       | Genomineerd |
| 2019 | Critics' Choice Awards   | Beste montage              | Jay Cassidy                             | Genomineerd |
| 2019 | Critics' Choice Awards   | Beste originele nummer     | "Shallow"                               | Gewonnen    |
| 2019 | BAFTA Awards             | Beste film                 | Beste film                              | Genomineerd |
| 2019 | BAFTA Awards             | Beste regie                | Bradley Cooper                          | Genomineerd |
| 2019 | BAFTA Awards             | Beste acteur               | Bradley Cooper                          | Genomineerd |
| 2019 | BAFTA Awards             | Beste actrice              | Lady Gaga                               | Genomineerd |
| 2019 | BAFTA Awards             | Beste bewerkte scenario    | Bradley Cooper, Will Fetters, Eric Roth | Genomineerd |
| 2019 | BAFTA Awards             | Beste muziek               | Bradley Cooper, Lady Gaga, Lukas Nelson | Gewonnen    |
| 2019 | BAFTA Awards             | Beste geluid               | Beste geluid                            | Genomineerd |
| 2019 | Academy Awards           | Beste film                 | Beste film                              | Genomineerd |
| 2019 | Academy Awards           | Beste acteur               | Bradley Cooper                          | Genomineerd |
| 2019 | Academy Awards           | Beste actrice              | Lady Gaga                               | Genomineerd |
| 2019 | Academy Awards           | Beste acteur in een bijrol | Sam Elliott                             | Genomineerd |
| 2019 | Academy Awards           | Beste bewerkte scenario    | Bradley Cooper, Will Fetters, Eric Roth | Genomineerd |
| 2019 | Academy Awards           | Beste camerawerk           | Matthew Libatique                       | Genomineerd |
| 2019 | Academy Awards           | Beste originele nummer     | "Shallow"                               | Gewonnen    |
| 2019 | Academy Awards           | Beste geluidsmix           | Beste geluidsmix                        | Genomineerd |

## Muziek
Bij de film werd een bijbehorend album uitgebracht, dit haalde diverse hitlijsten.

### Hitnoteringen
| Album met eventuele hitnotering(en) in de Nederlandse Album Top 100 | Datum van verschijnen | Datum van binnenkomst | Hoogste positie | Aantal weken | Opmerkingen |
| ------------------------------------------------------------------- | --------------------- | --------------------- | --------------- | ------------ | ----------- |
| A star is born                                                      | 2018                  | 13-10-2018            | 3               | 257          | soundtrack  |

| Album met hitnotering(en) in de Vlaamse Ultratop 200 albums | Datum van verschijnen | Datum van binnenkomst | Hoogste positie | Aantal weken | Opmerkingen |
| ----------------------------------------------------------- | --------------------- | --------------------- | --------------- | ------------ | ----------- |
| A star is born                                              | 2018                  | 13-10-2018            | 1(2wk)          | 239          | soundtrack  |